# Shahrestān di Shahriyar
Lo shahrestān di Shahriyar (farsi شهرستان شهریار) è uno dei 16 shahrestān della provincia di Teheran, il capoluogo è Shahriyar, una città di 189.120 abitanti (nel 2006). Le circoscrizioni di Malard e Qods, che facevano parte della provincia, sono diventati shahrestān indipendenti (shahrestān di Malard e Qods).